# Élise Bussaglia
Èlise Bussaglia (født 24. september 1985) er en fransk fodboldspiller, der spiller for Division 1 Féminine klubben Dijon FCO og Frankrigs landshold.